# Total Drama
Total Drama je kanadska dramedijska animirana televizijska serija, kao i satira i omaž reality showovima. Premijera serije bila je 8. srpnja 2007. na kanadskom kanalu Teletoonu. U SAD-u je premijera serije bila 5. lipnja 2008. na Cartoon Networku, i mnoge epizode nakon prve sezone bi se prvo prikazivale na Cartoon Networku. Total Drama je o fiktivnom reality showu na kojem se tinejdžeri natječu za 1,000,000 CAD (100,000 CAD u prvoj sezoni). Serija je slična Survivoru – većina sezona odvija se na napuštenom otoku, i igrači se natječu u izazovima da osvoje imunitet i izbjegnu eliminaciju. Igrači moraju glasati jedni za druge dok na kraju ne ostanu dva igrača, koja se natječu u posljednjem izazovu za veliku nagradu. Serija je nakon izlaska naišla na kritičke pohvale i razvila je kultnu pratnju.
Serija se sastoji od 5 sezona (Total Drama Island, Total Drama Action, Total Drama World Tour, Total Drama: Revenge of the Island, Total Drama All-Stars i Pahkitew Island) i ima 2 spin-offa (Total Drama Presents: The Ridonculous Race i Total DramaRama). Premijera drugog dijela pete sezone, najnovije iteracije serije, bila je 7. srpnja 2014. u SAD-u. Prvom spin-offu je premijera bila 7. rujna 2015. Drugi spin-off, o dječjim inačicama nekih likova, premijerno je prikazan 1. rujna 2018. u SAD-u i 7. listopada 2018. u Kanadi. Spin-off je bio uspješan i odobrene su još dvi sezone.
Dana 17. veljače 2021. bile su najavljene dvi nove sezone, kojima će premijera biti na Cartoon Networku i HBO Maxu.
U Hrvatskoj, Rusiji i ostatku Jugoistočne Europe se serija prikazuje na lokaliziranoj inačici Cartoon Networka na engleskom, ruskom i bugarskom jeziku.

## Format
Naslov svake sezone započinje s riječima Total Drama, s frazom ili nekom riječi nakon. Riječ ili fraza nakon riječi Total Drama opisuje format sezone. U seriji se likovi natječu za sto tisuča kanadskih dolara u prvoj sezoni, i milijun dolara u sezonama nakon. Elementi raznih serija o natjecanjima, kao što su Survivor, Fear Factor, The Amazing Race i Escape from Scorpion Island, javljaju se u ovoj emisiji. Serija se prikazuje s ocjenom TV-PG, jer se u njoj pojavljuje cenzurirano psovanje, blaga vulgarnost, cenzurirana golost, i neprimjeren dijalog. Kada je prisutan sugestivniji dijalog, epizoda je ocijenjena TV-PG-D. Prve tri sezone imaju ocjenu TV-PG-D, dok su posljednje dvije sezone ocijenjene TV-PG. Za razliku od mnogih drugih animiranih emisija, ova serija ima drugačiji logotip za svaku sezonu (dok svaka sezona može imati više logotipa).

### Mjesta radnje
Skoro pa svaka sezone ima posebno mjesto radnje. Mjesto radnje prve sezone (Island) je fiktivni kamp Wawanakwa, "negdje u Muskoki (Ontario)". Drugoj sezoni (Action) je mjesto radnje također u Ontariju, samo u Torontu umjesto Muskoke, i na napuštenom filmskom setu. Treća sezona (World Tour) ima više mjesta radnje, jer natjecatelji putuju na razna mjesta strukturno nestabilnim avionom imena "Total Drama Jumbo Jet". U četvrtoj sezoni (Revenge of the Island) je mjesto radnje opet kamp Wawanakwa, samo što je ovaj put kamp radioaktivan. Peta sezona podijeljena je na dva dijela (All-Stars i Pahkitew Island). U prvom dijelu se natjecatelji vračaju na kamp Wawanakwa, dok je u drugom dijelu uveden novi otok Pahkitew, nakon što je kamp Wawanakwa uništen. U prvom spin-offu, The Ridonculous Race, likovi se utrkuju oko svijeta. U drugom spin-offu, Total DramaRama, likovi su djeca i druže se u vrtiću.

## Produkcija
Produkciju i razvoj serije obavlja Fresh TV dok distribuciju obavlja Cake Entertainmnent. Seriju finansiraju Canada Media Fund i Canadian Film or Video Production Tax Credit. Xenophile Media, Bell Broadcast i New Media Fund finansirali su prvu sezonu. S režijom Todda Kauffmana i Marka Thorntona od Neptoon Studiosa, seriju animira tvrtka Elliot Animation. Autori, Tom McGillis i Jennifer Pertsch, proučavali su što tinejdžeri vole o reality showovima tijekom produkcije projektom koji McGillis naziva "mrežnim istraživačkim projektom države". Budžet prve sezone bio je 8 milijuna USD. Animirana je Flashem. Svaki član ekipe i glasovne postave morao je potpisati ugovor o neotkrivanju podataka da pobjednik ostane tajna.
Prvobitni naslov emisije bio je Camp TV. Još jedan prvobitni naslov bio je Escape From Summer Camp. Druga sezona ne odvija se na otoku, več na napuštenom filmskom setu. Izazovi su inspirirani filmskim žanrovima. Ova odluka bila je jednoglasna među članovima produkcijske ekipe. Prvobitni naslov treče sezone bio je Total Drama, the Musical. Prvobitni naslovi četvrte sezone bili su Total Drama Comedy, Total Drama Reloaded i Total Drama: Back to Wawanakwa. Peta sezona podijeljena je na dva dijela. U prvom dijelu, Total Drama All-Stars, natjecatelji iz prethodnih sezone natječu se na otoku Wawanakwa. U drugom dijelu, Total Drama: Pahkitew Island, novi likovi natječu se na novom otoku.
McGillis je rekao da želi da serija traje 10 sezona. Alex Ganetakos, spisateljica, također je rekla da se nada da će ekipa napraviti više sezone glavne serije i spin-offova. U odgovoru na Redditu, McGillis tvrdi da serije kao Total Drama više nemaju dovoljno veliku publiku za nove sezone. Dana 17. veljače 2021. se pokazalo da je ova izjava netočna kada su dvije nove sezone bile najavljene. Emitirat će se na Cartoon Networku i HBO Maxu.

## Epizode
Navedeni nadnevci premijera i finala odnose se na Kanadu.
| Sezona | Sezona | Epizode | Epizode | Originalno emitiranje | Originalno emitiranje |
| Sezona | Sezona | Epizode | Epizode | Premijera             | Finale                |
| ------ | ------ | ------- | ------- | --------------------- | --------------------- |
|        | 1.     | 26      | 26      | 8. 7. 2007.           | 29. 11. 2008.         |
|        | 2.     | 26      | 26      | 11. 1. 2009.          | 10. 6. 2010.          |
|        | 3.     | 26      | 26      | 10. 6. 2010.          | 24. 4. 2011.          |
|        | 4.     | 13      | 13      | 5. 1. 2012.           | 12. 4. 2012.          |
|        | 5.     | 26      | 13      | 9. 1. 2014.           | 27. 3. 2014.          |
|        | 5.     | 26      | 13      | 4. 9. 2014.           | 20. 11. 2014.         |

### Spin-offovi
| Serijal              | Sezona | Sezona | Epizode | Epizode | Originalno emitiranje | Originalno emitiranje |
| Serijal              | Sezona | Sezona | Epizode | Epizode | Premijera             | Finale                |
| -------------------- | ------ | ------ | ------- | ------- | --------------------- | --------------------- |
| The Ridonculous Race |        | 1.     | 26      | 26      | 4. 1. 2016.           | 15. 2. 2016.          |
| Total DramaRama      |        | 1.     | 51      | 51      | 1. 9. 2018.           | 30. 11. 2019.         |
| Total DramaRama      |        | 2.     | 51      | 51      | 11. 1. 2020.          | 27. 3. 2021.          |
| Total DramaRama      |        | 3.     | 52      | 52      | 3. 4. 2021.           | n.p.                  |